# Марсел Џејкобс
Ламонт Марсел Џејкобс Млађи (енгл. Lamont Marcell Jacobs Jr.; 26. септембар 1994) италијански је атлетичар америчког порекла. На Летњим олимпијским играма 2020. освојио је две златне медаље.

## Детињство и почеци
Мајка му је из Италије, а отац афроамериканац. Као дете је тренирао кошарку и фудбал, а касније је кренуо са атлетиком на предлог тренера.

## Каријера
Године 2016. се такмичио на првенству Италије у атлетици са резултатом 8,07 м. Није учествовао на Летњим олимпијским играма 2016. због повреде тетиве. Године 2019. пажњу је усмерио на спринт и са резултатом 10,03 на 100 м из јула те године постао трећи најбржи италијан икада. На Летњим олимпијским играма 2020. постао је први италијан који је учествовао на финалу трке на 100 м. Освојио је златну медаљу са временом 9,80. Такође је донео прву медаљу Италији на трци штафете 4 × 100 м после 73 године. На првенству у Београду је у трци на 60 метара у неизвесној завршници освојио злато.